# Kin'iro no Corda
Kin'iro no Corda (金色のコルダ, Kin'iro no Koruda) és un joc de rol enfocat en el públic femení i encallat en les sèries neo-romanç de Koei. El títol és també escrit a voltes com La Corda D'Oro, italià de La Corda d'Or.
La història ha sigut adaptada en manga pel dissenyador de personatges, Yuki Kure. S'està serialitzant actualment en la revista LaLa. Actualment, dotze volums han eixit en Japó.
L'adaptació a l'anime del manga, titulada Kin'iro no Corda: Primo Passo, fou primer emesa en TV Tokyo d'octubre de 2006 a març de 2007. També estrenat a Animax sota el títol de, La Corda D'Oro: Primo Passo. Fou emesa mundialment en respectives cadenes, incloent Hong Kong i Taiwan, també traduint i doblant les sèries pels networks en anglès del Sud-est Asiàtic i l'Àsia del Sud, i altres regions.
Un especial de dos episodis titulat Kin'iro no Corda Secondo Passo fou anunciat, per la cadena Kids Station per emetre-se el primer episodi el 26 de maç de 2009.

## Sinopsi
Hino Kahoko és un estudiant de segon de l'Acadèmia Seisou que està dividida en dos: en un Edifici estan els Estudiants Generals i en l'altre els Estudiants de Música. Cada cert temps, l'escola organitza una competició musical en la cual només poden participar els millors. Hino no está massa interessada en el concurs debut a que ella pertany a la zona d'Estudiants Generals i no sap tocar cap instrument, però tot canvia a partir del dia en el que veu una fada. Quan arriba a classe acalorada i confosa pel que acaba de passar, una companya li explica que existeix un rumor: aquella persona que vegi la fada que hi ha amagada en el campus, participará en el concurs.